# DAF XF
DAF XF (укр. ДАФ ІксЕф) — вантажні автомобілі, що виробляються компанією DAF Trucks з 1997 року.
Автомобілі DAF XF тричі здобували титул «Вантажівка року» у 1998, 2007 та 2022 роках.

## Перше покоління DAF XF (95XF) (1997—2002)

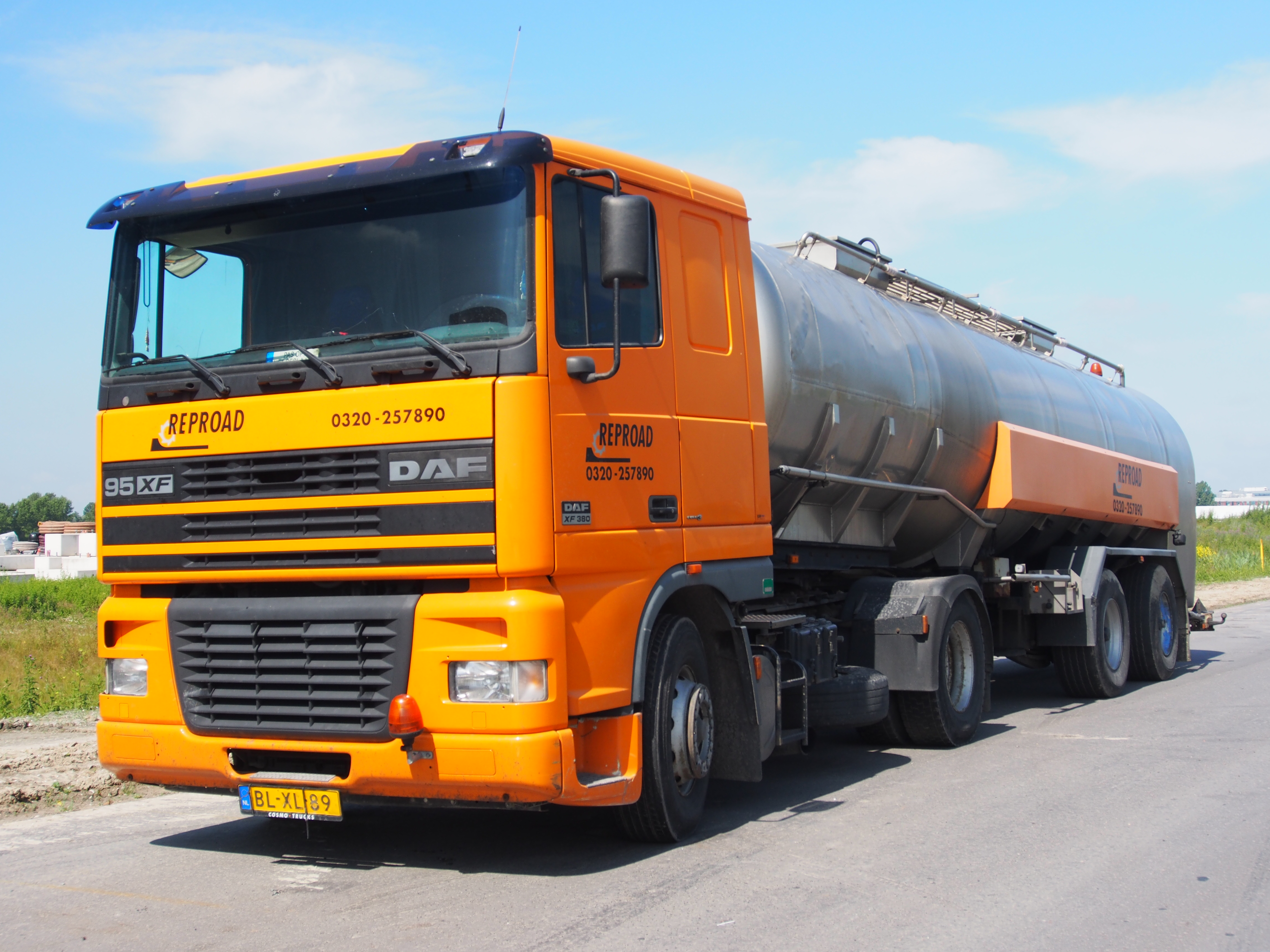
DAF 95XF

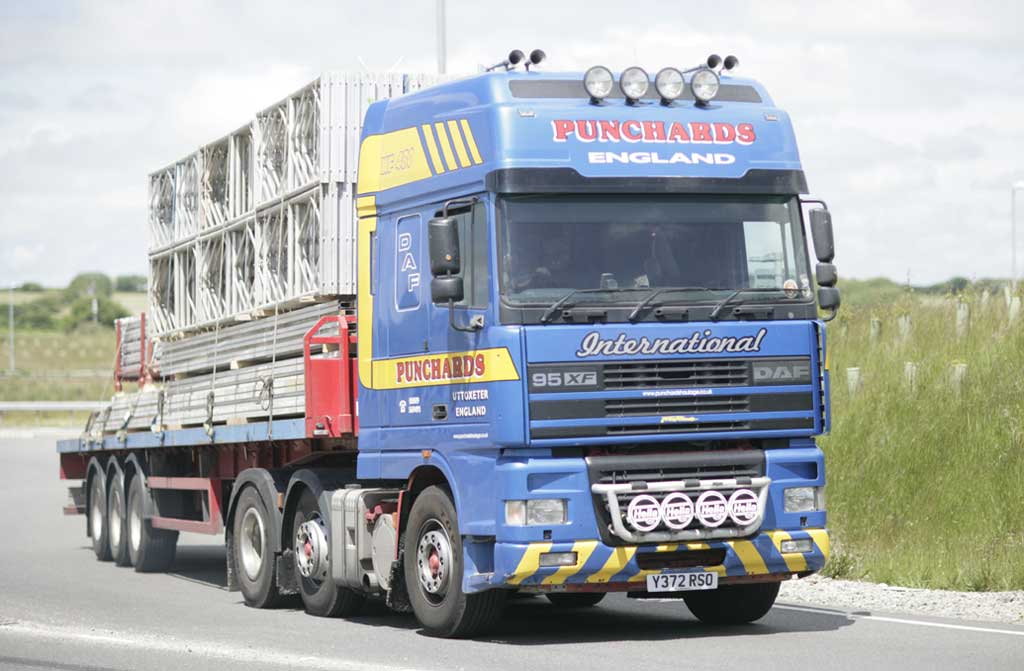
DAF 95XF з кабіною Super Space Cab

Важкі автомобілі серії 95 з'явилися в 1987 році, через десять років — в 1997 році представлено оновлену вантажівку, а до цифр в позначенні була приставлена абревіатура XF (Extra Forte), що позначає створення особливо потужної моделі, тобто модель почала називатись 95XF. DAF 95XF отримали змінену кабіну Cabtec-cab і оснащення. При збереженні загального стилю 95-ї серії кабіна 95XF отримала більш високі двері, повністю закриті бічні щаблі і нове оформлення передньої частини. Інтер'єр був повністю змінений відповідно до тогочасних тенденцій.
DAF 95XF оснащувався 6-ти циліндровими двигунами DAF XE об'ємом 12,58 л (375, 422, 476 і 523 к.с.) та двигуном Cummins 14,0 л (523 к.с.). Двигуни поставлялися з 16-ступінчастою механічною коробкою передач ServoShift з пневмопідсилювачем.

### Двигуни
- 12,6 л XE280C І6 375 к.с.
- 12,6 л XE315C І6 422 к.с.
- 12,6 л XE355C І6 476 к.с.
- 12,6 л XE390C І6 523 к.с.
- 14,0 л VF390M І6 523 к.с.

## Друге покоління DAF XF (XF95) (2002—2006)

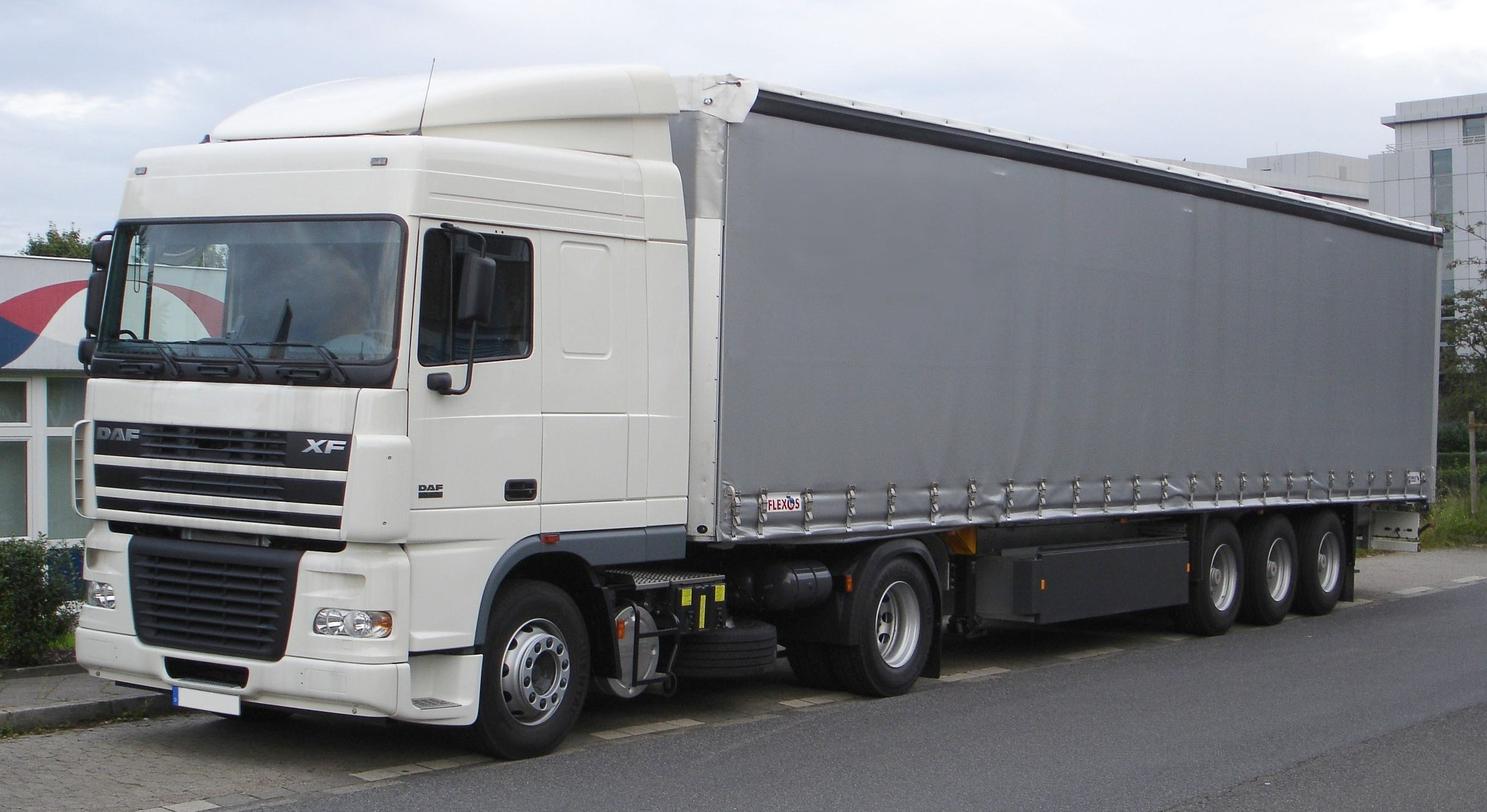
DAF XF95

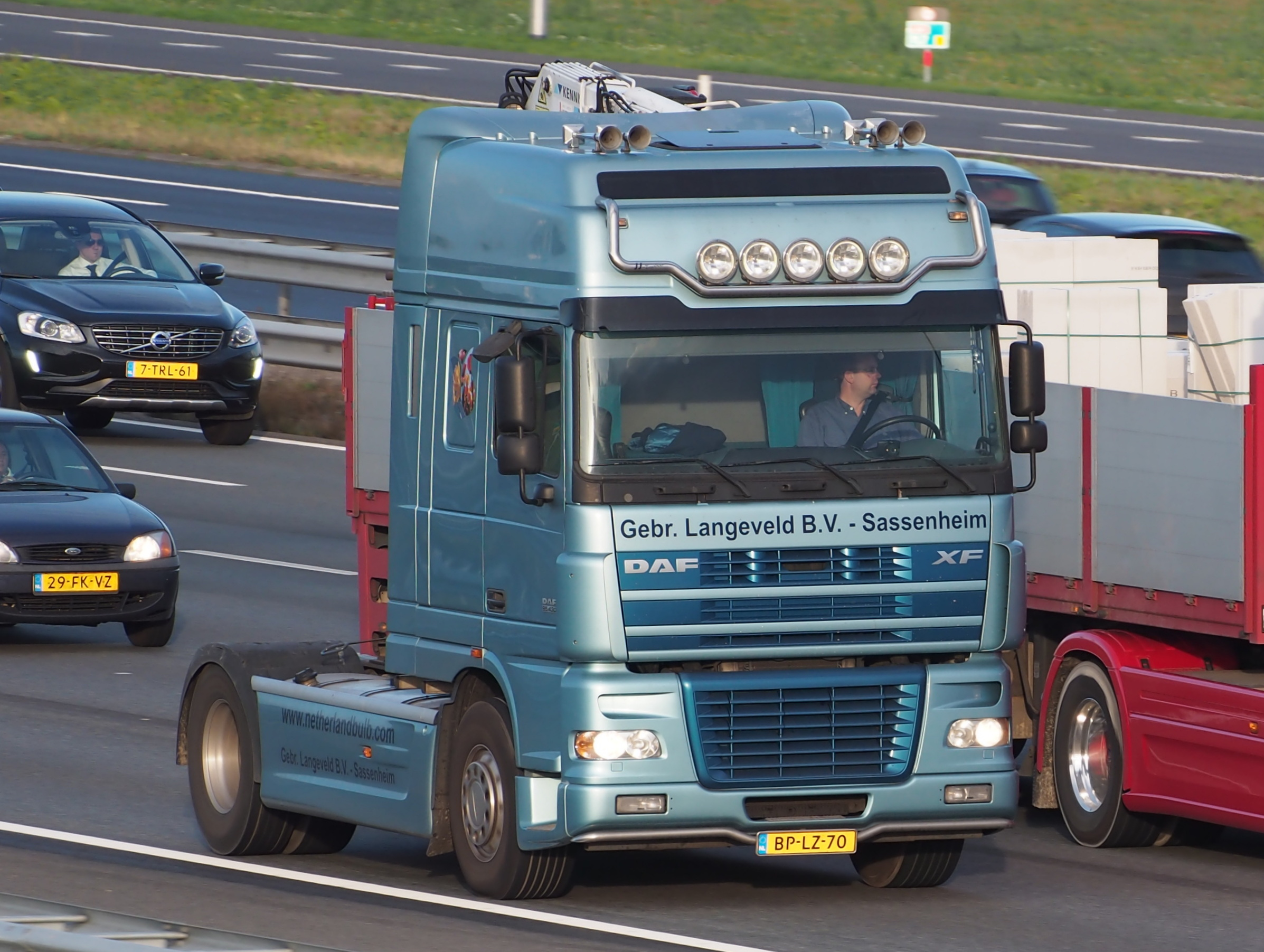
DAF XF95 з кабіною Super Space Cab

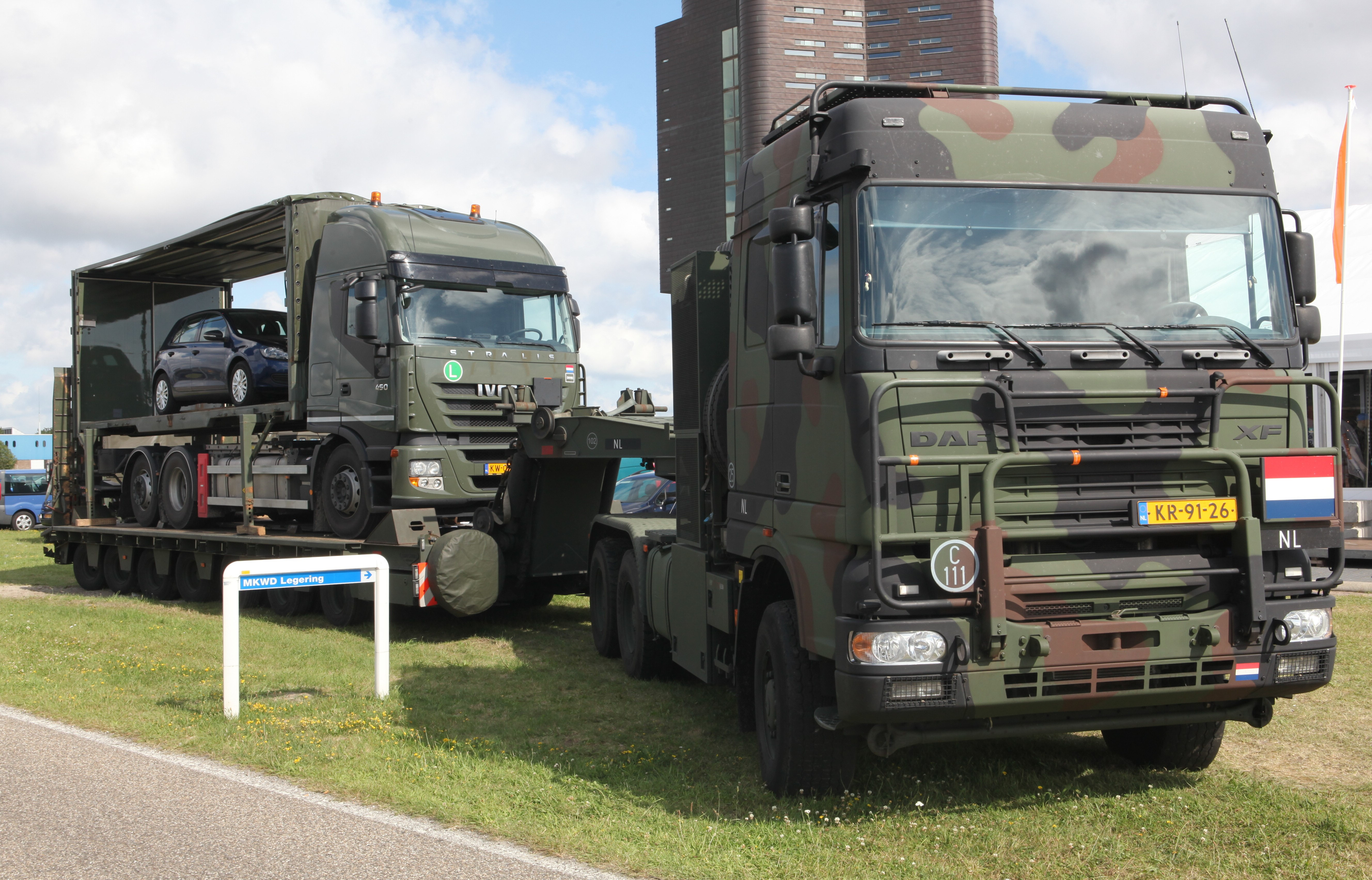
DAF Tropco 650 KN

У 2002 році DAF 95XF змінила серія XF95 з новою кабіною.
Шасі серії XF95 мають повну масу 18 (колісна формула 4х2), 25,7 (6х2), 26 (6х2), 26,5 (6х2 і 6х4), 32 (8х4) і 35,5 т (8х2). Сідлові тягачі виробляються з колісною формулою 4х2 (повна маса — 18 т, у складі автопоїзда — 40 т), 6х2 (від 23 до 26 т, у складі автопоїзда — 44 т), 6х4 (26 т, у складі автопоїзда — 60 т) і 8х4 (36 т, у складі автопоїзда — 50 т). Колісна база у шасі становить від 4,2 до 6,9 м, у двовісних сідельних тягачів — 3,6 і 3,8 м, у тривісних — від 3,1 до 4,55 м, у чотиривісних — 4,6 м.
Для машин передбачено два варіанти двоспальних кабін шириною 2490 мм: XF Space Cab внутрішньою висотою 1885 мм і XF Super Space Cab — 2255 мм (внутрішній об'єм дорівнює 1,1 м3). Кабіни до цього дня вважаються одними з найбільш комфортних. Рівень шуму в салоні не перевищує 66 дБ (А) при швидкості 85 км/год.
На автомобілі встановлюються 6-циліндрові 24-клапанні дизелі DAF XE робочим об'ємом 12,6 л і потужністю 381, 428, 483 і 530 к.с. Двигуни, обладнані фірмової фірмовою системою впорскування палива UPEC, в якій застосовуються форсунки з електронно-керованими індивідуальними насосами, відповідають нормам Євро-3. Витрата палива при оборотах колінвала 1200 об/хв для 381-сильного двигуна становить 196, для 428-сильного — 195, для двох найпотужніших — 192 г/кВт*год.
Двигуни компонуються з 16-ступінчатою механічною коробкою передач ServoShift або роботизованою AS-Tronic. Задній міст DAF забезпечений гіпоідною передачею. На автомобілі, призначені для експлуатації по поганих дорогах, встановлюються колісні редуктори.
На всіх виконаннях ставляться вентильовані дискові гальма спереду і ззаду. На автомобілі встановлені електронна система гальм EBS, включаючи ABS, протибуксовочна система ASR і система екстреного гальмування Brake Assist. Як опція встановлюється система курсової стабілізації руху VSC.

### Двигуни
- 12,6 л XE280C І6 381 к.с.
- 12,6 л XE315C І6 428 к.с.
- 12,6 л XE355C І6 483 к.с.
- 12,6 л XE390C І6 530 к.с.

## Третє покоління DAF XF (XF105) (2005—2013)

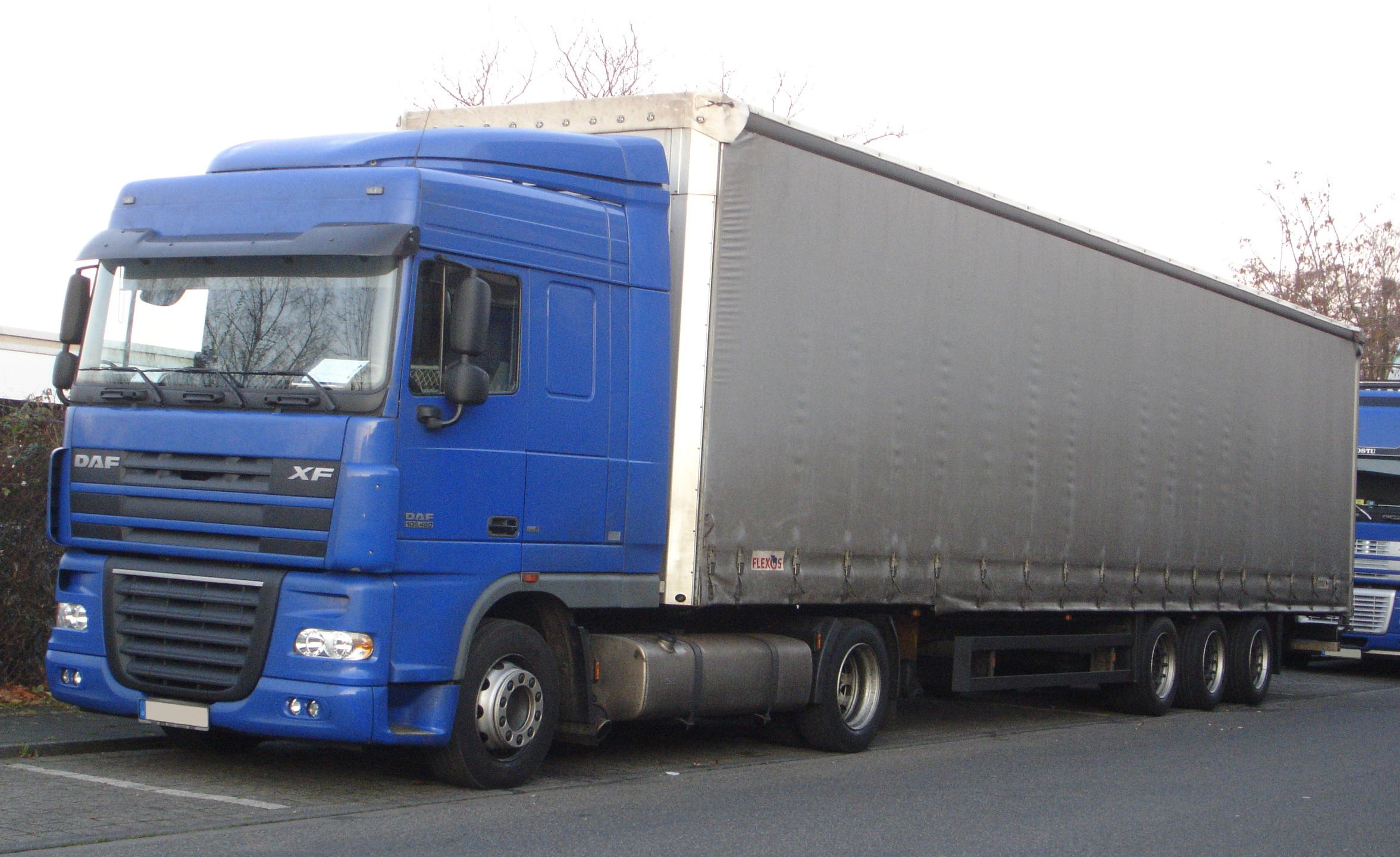
DAF XF105

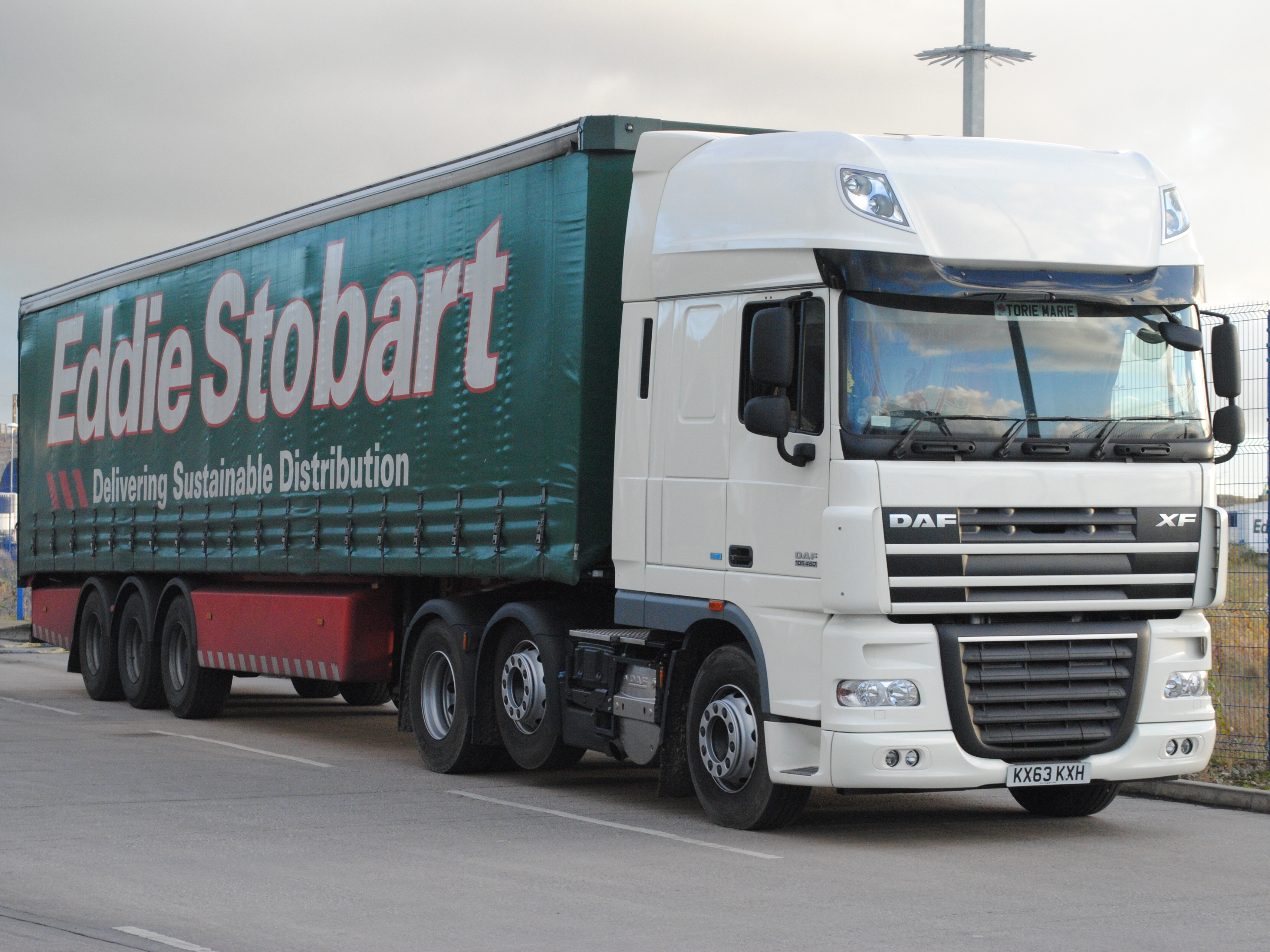
DAF XF105.460 Super Space Cab

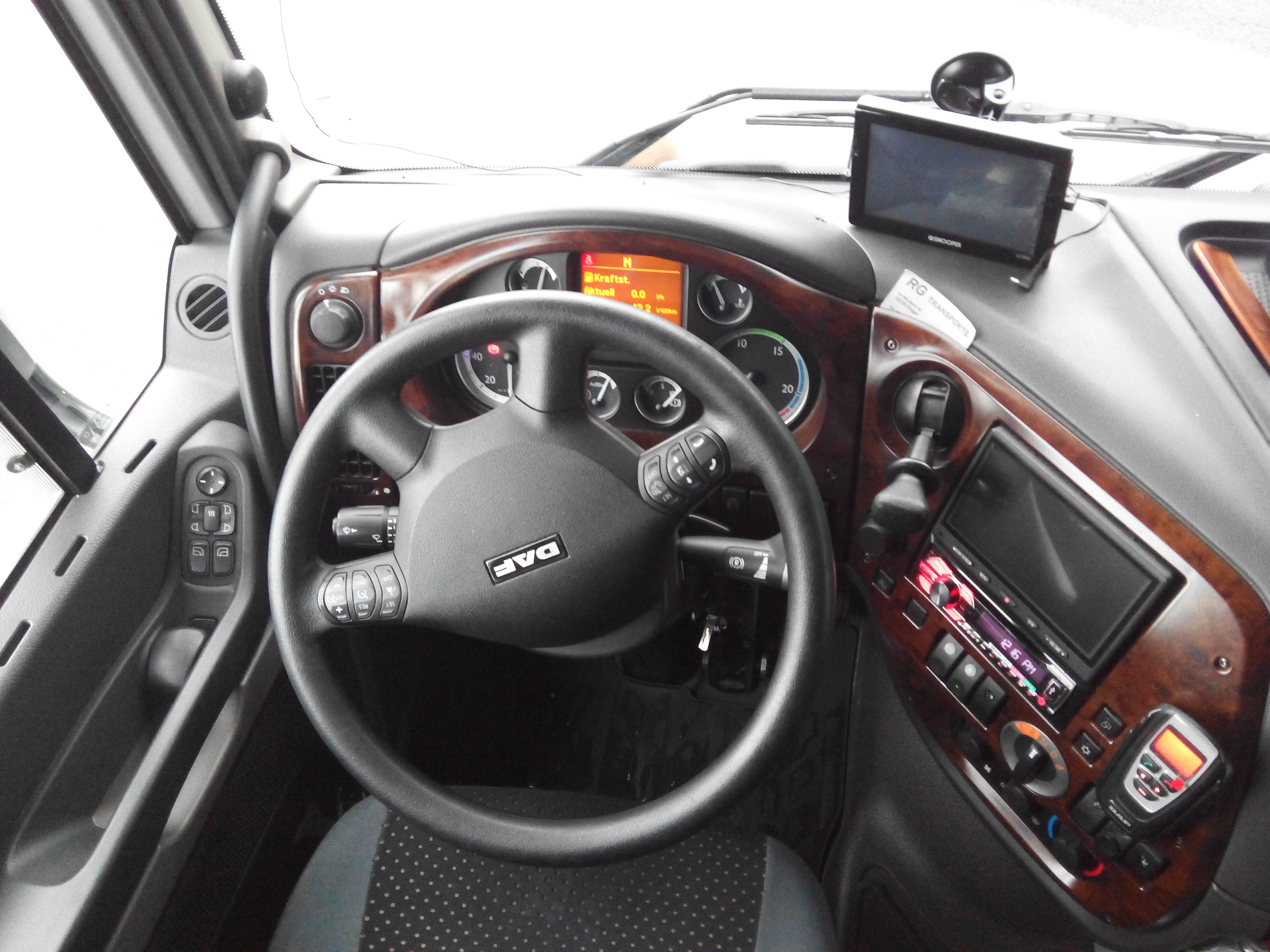
Салон DAF XF

Поява в 2005 році серії XF105 з новим двигуном було викликано необхідністю створення нової флагманської вантажівки, що відповідає вимогам норм Євро-4/Євро-5. Ця найбільш сучасна і дорога серія, таким чином, не замінює вантажівки XF95, які будуть випускатися для країн, де продовжують діяти норми Євро-3.
Шасі серії XF105 випускаються повною масою 18 (колісна формула 4х2), 24,9 (6х2), 25,087 (6х2), 25,7 (6х2), 26 (6х2) і 32 т (8х4). Колісна база становить від 4,2 до 6,9 м. Сідельні тягачі мають колісну формулу 4х2 (повна маса — 18 т, у складі автопоїзда — 40 т), 6х2 (від 23 до 26 т, у складі автопоїзда — 44 т), 6х4 (26 т, у складі автопоїзда — 60 т) і 8х4 (36 т, у складі автопоїзда — 58 т). Колісна база у двовісних сідельних тягачів дорівнює 3,6 м, у тривісних — від 3,1 до 4,55 м, у чотиривісних — 4,8 м. Тягачі з низьким розташуванням опорносцепного пристрої (96 см) можуть перевозити в складі автопоїзда, висота якого не перевищує 3 м, вантаж об'ємом до 100 м3.
Зовні автомобіль XF105 відрізняють новий дизайн сталевого бампера з чотирма круглими протитуманними фарами, решітка радіатора великого розміру, інкрустована алюмінієвої декоративної смужкою, нові бічні і задні дзеркала заднього виду, виконані в колір кабіни, ксенонові блок-фари, а також додаткові прожекторні фари, інтегровані в дах кабіни Super Space Cab.
Принциповою відмінністю інтер'єру кабіни XF105, в порівнянні з XF95, є сильно зменшений горбок тунелю підлоги, що пов'язано із застосуванням нових двигунів PACCAR MX, мають меншу висоту, ніж у двигунів DAF XE. Панель приладів оформлена багатше — під алюміній або дерево. Крім того, на щитку приладів розташувався додатковий стрілочний покажчик рівня добавки AdBlue у «сечовинному» баку.
Мотори PACCAR MX, що встановлюються на машини XF105, мають потужність 410, 460 і 510 к.с. Ємність баку з добавкою AdBlue становить 50 або 75 л (бака з таким обсягом може вистачити на 4,5 тис. км пробігу).
У 2006 році відбулася світова прем'єра системи телематики DAF, призначеної для обміну даними і управління парком рухомого складу.
Система складається з вдало вбудованого в один з трьох слотів стандарту DIN на приладовій панелі автомобілів XF105 (а також CF), бортового комп'ютера і Інтернет порталу. З'єднання вантажівки і бази здійснюється за допомогою системи GPRS, за допомогою якої передається інформація про можливість зміни маршруту і про поїздку в цілому.
Унікальність системи телематики полягає в можливості з'єднання навігації з обміном повідомленнями. Ця функція дозволяє відправляти з транспортної компанії в систему, встановлену на борту вантажного автомобіля, що перебуває у рейсі, найкращий маршрут руху, який може автоматично відображатися на екрані перед водієм. Окрім обміну повідомленнями та навігації, можливий пошук вкраденого автомобіля, контроль температури вантажу і т. ін.

### Двигуни
- 12,9 л MX300 І6 408 к.с.
- 12,9 л MX340 І6 456 к.с.
- 12,9 л MX375 І6 503 к.с.

## Четверте покоління DAF XF (XF106) (2013—2017)

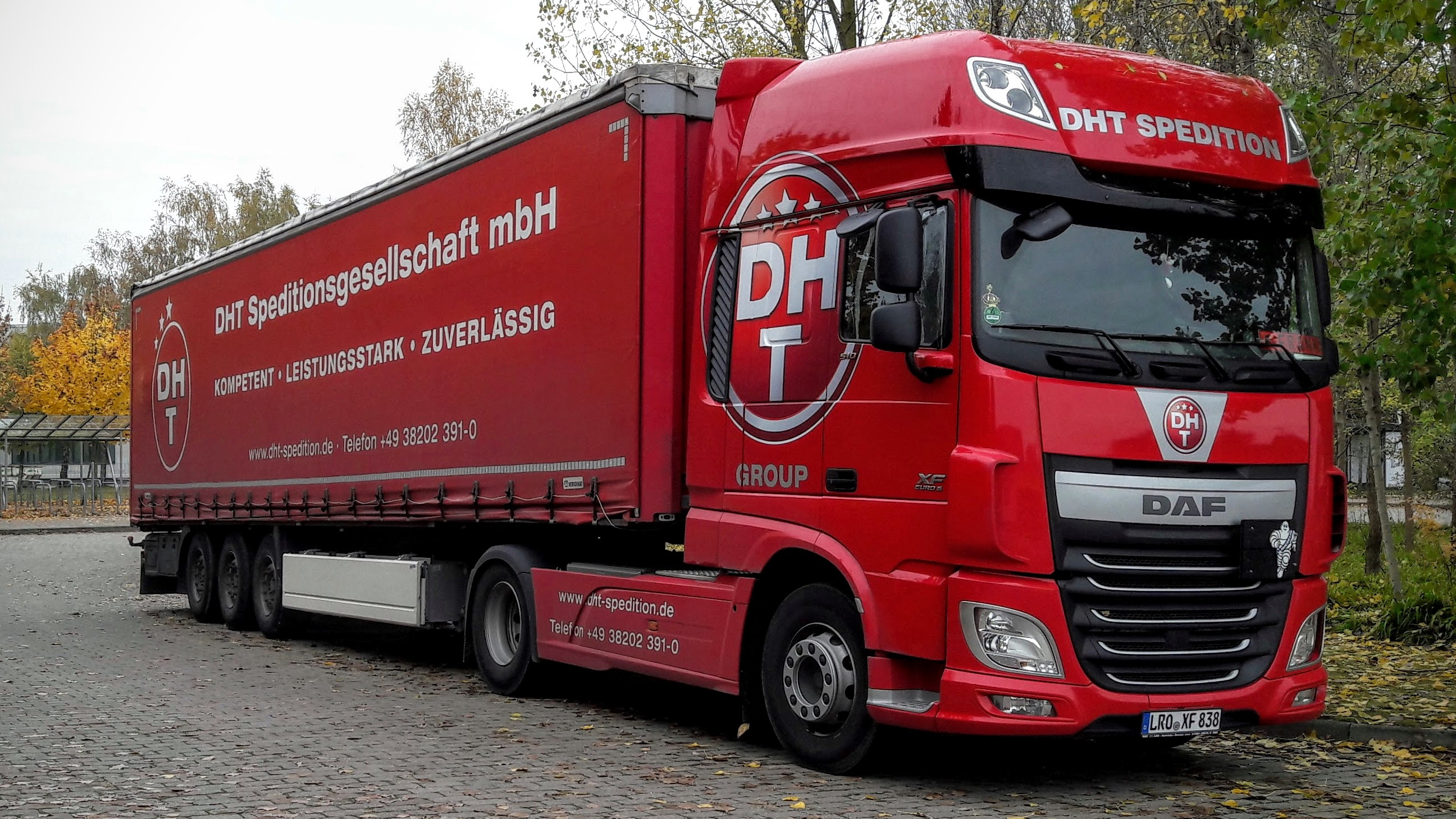
DAF XF106.460 Super Space Cab (з 2013)

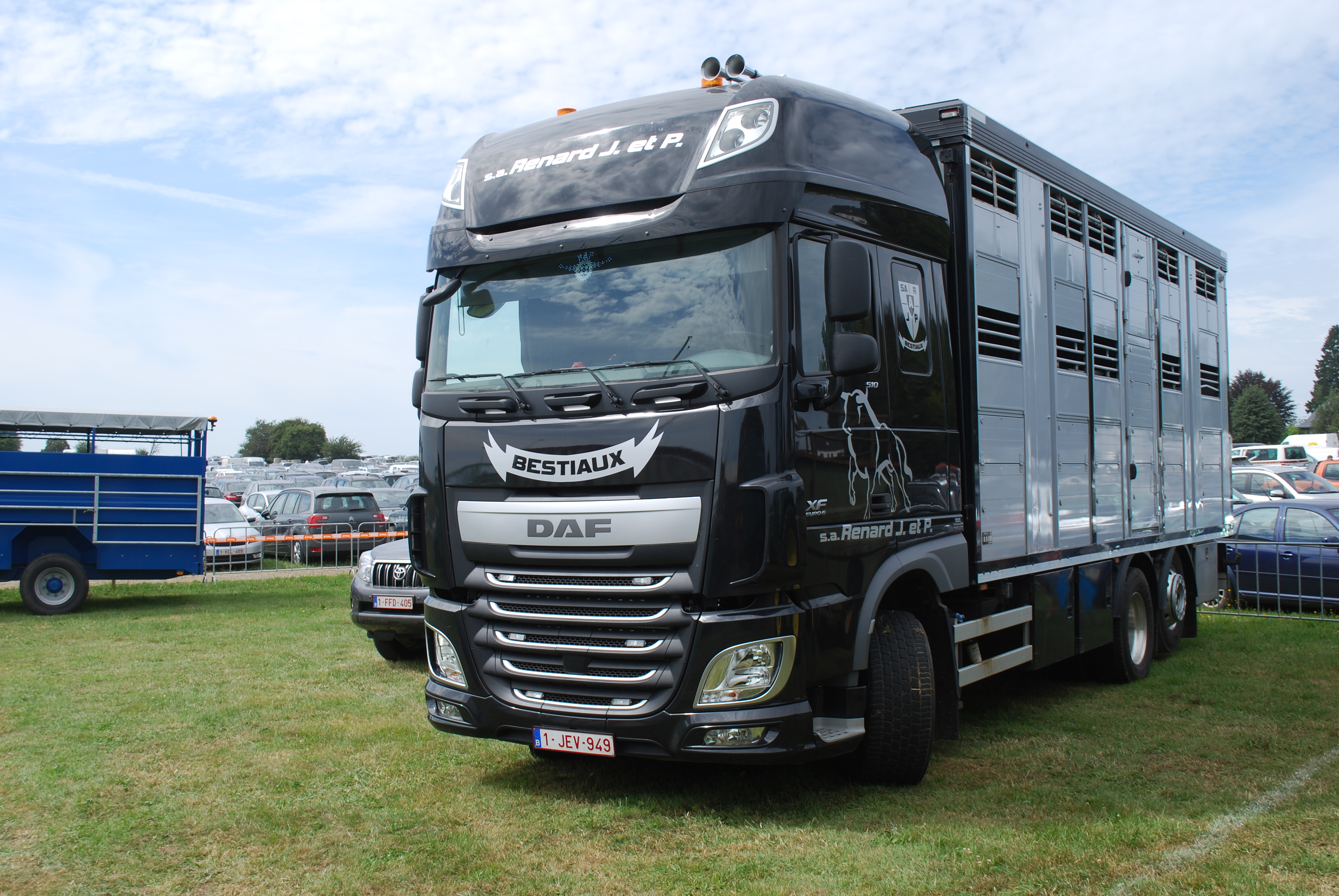
DAF XF106.510 (з 2013)

У 2012 році DAF показав нове покоління флагманського DAF XF Euro 6 в Ганновері. Виробництво нових вантажівок розпочалося навесні 2013 року.
Оновлений тягач отримав змінене оформлення передньої частини, що зробило його більш аеродинамічним. Нова решітка радіатора крім сучасного дизайну забезпечує найкраще охолодження двигуна і оптимізує повітряні потоки.
Як і в попередньої моделі в дах кабіни XF Super Space Cab вмонтовані додаткові прожекторні фари.
Вантажівка отримала модернізовані 6-циліндрові дизельні двигуни PACCAR MX-13 об'ємом 12,9 літра, що відповідають стандарту Євро-6, в наступних варіантах потужності: 410 к.с., 460 к.с. і 510 к.с. Двигуни призначені для 1 600 000 кілометрів пробігу.
Потужність двигуна передається на задні колеса через 12 або 16-ступінчасту механічну коробку передач, чи 12, або 16-ступінчасту автоматичну коробку передач виробництва ZF Friedrichshafen. Ємність паливного бака має максимум 1500 літрів.

### Двигуни
| Двигун | Циліндри | Об'єм  | Потужність                             | Крутний момент              | Норми викидів |
| ------ | -------- | ------ | -------------------------------------- | --------------------------- | ------------- |
| MX-11  | Р6       | 10,8 л | 320 кВт (435 к.с.) при 1450—1700 об/хв | 2100 Нм при 1000—1450 об/хв | Євро-6        |
| MX-13  | Р6       | 12,9 л | 303 кВт (410 к.с.) при 1425—1750 об/хв | 2000 Нм при 1000—1425 об/хв | Євро-6        |
| MX-13  | Р6       | 12,9 л | 340 кВт (460 к.с.) при 1425—1750 об/хв | 2400 Нм при 1000—1425 об/хв | Євро-6        |
| MX-13  | Р6       | 12,9 л | 375 кВт (510 к.с.) при 1425—1750 об/хв | 2550 Нм при 1000—1425 об/хв | Євро-6        |

## П'яте покоління DAF XF (2017—2021)

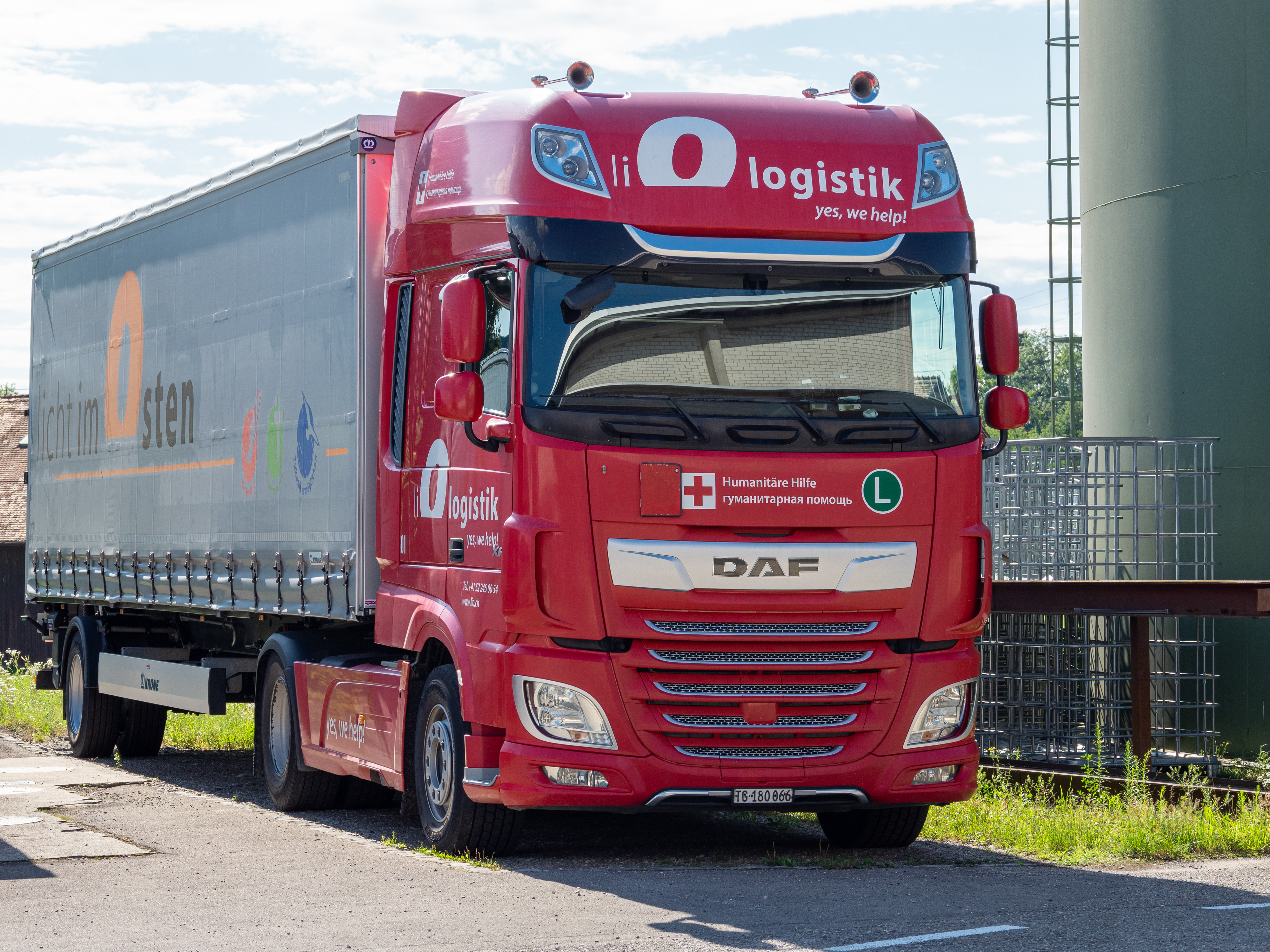
DAF XF 480 Super Space Cab (з 2017)

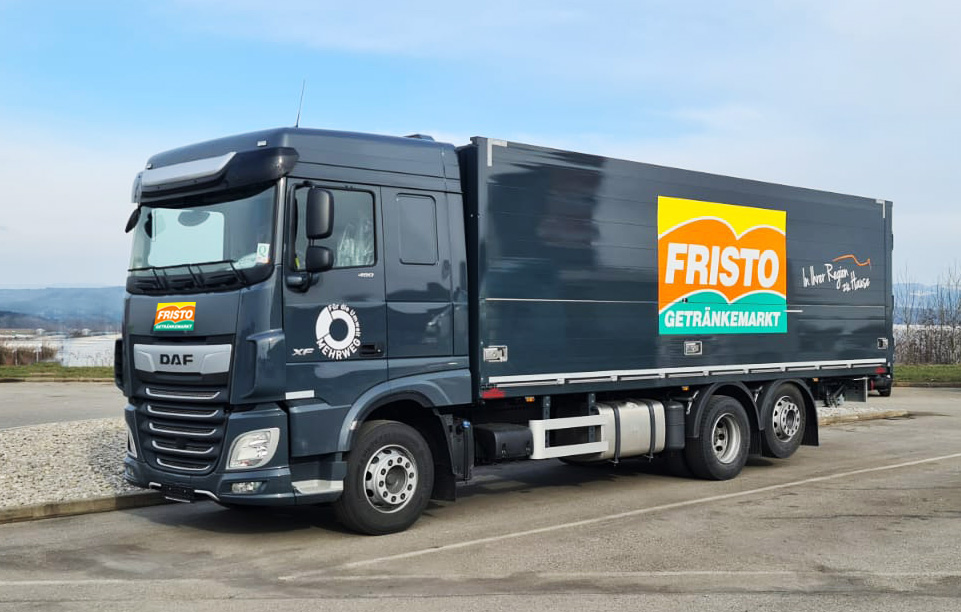

DAF представив нове покоління топової моделі XF навесні 2017 року. Вантажівка отримала оновлені двигуни, елементи трансмісії і нові аеродинамічні елементи. Все це дозволило скоротити витрату палива на 7 %. Сідлові тягачі та шасі нового покоління легші за попередні і отримали оновлений дизайн інтер'єру та екстер'єру.
Застосування нового більш ефективного турбокомпресора для двигуна PACCAR MX, нового покоління системи EGR і інноваційної конструкції клапанів дозволило зробити роботу двигуна більш оптимальною. Термальна ефективність була вдосконалена за допомогою застосування оновлених елементів, таких як поршні і інжектори. Підвищили ступінь стиснення.
Основним завданням при доопрацюванні двигунів було домогтися зниження робочого діапазону оборотів, щоб отримати кращу в класі ефективність. Максимальний крутний момент для PACCAR MX-11 і MX-13 був підвищений і досягається вже з 900 об/хв. Найпотужніший дизель PACCAR MX-13 розвиває потужність 530 к.с. і 2600 Нм при 1000—1460 об/хв.
Задня вісь також зазнала деяких доопрацювань: передавальне число головної передачі знизили до 2.05: 1, що дозволяє їхати на крейсерській швидкості 85 км/год при 1000—1040 об/хв. Двигуни поєднуються з новітньою 12-ступінчастою автоматизованою коробкою передач TraXon, або з 16-ступінчастою в якості опції. Електронні системи EcoRoll і Dynamic Cruise оновили до останніх версій.

### Двигуни
Дизельні двигуни PACCAR MX-11
- 299 к.с. при 1675 об/хв 1350 Нм при 900—1400 об/хв
- 341 к.с. при 1675 об/хв 1500 Нм при 900—1400 об/хв
- 367 к.с. при 1600 об/хв 1900 Нм при 900—1125 об/хв
- 408 к.с. при 1600 об/хв 2100 Нм при 900—1125 об/хв
- 449 к.с. при 1600 об/хв 2300 Нм при 900—1125 об/хв

Дизельні двигуни PACCAR MX-13
- 428 к.с. при 1600 об/хв 2300 Нм при 900—1125 об/хв
- 483 к.с. при 1600 об/хв 2500 Нм при 900—1125 об/хв
- 530 к.с. при 1675 об/хв 2600 Нм при 1000—1460 об/хв

## Шосте покоління DAF XF/XG/XG+ (з 2021)

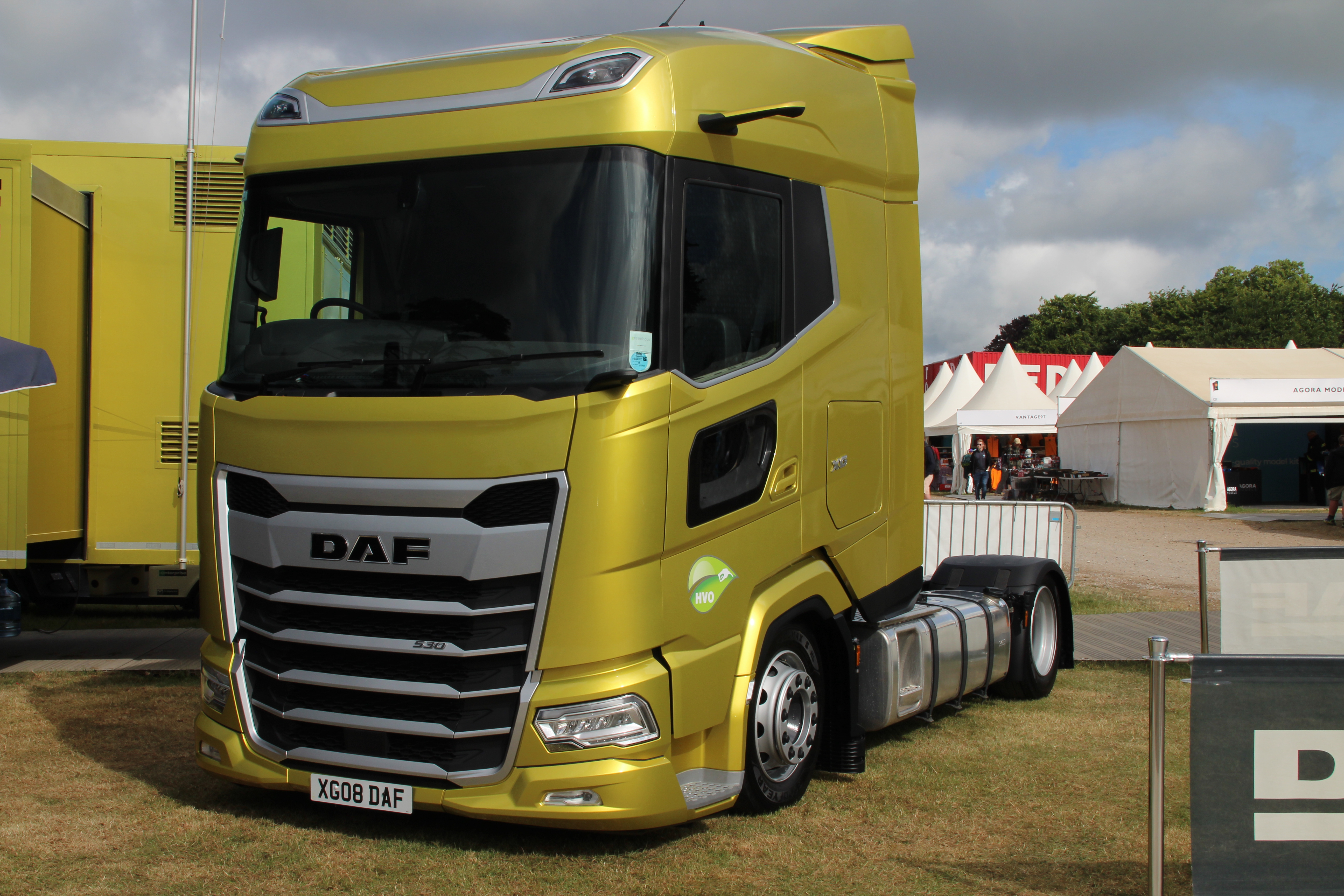
DAF XG 530

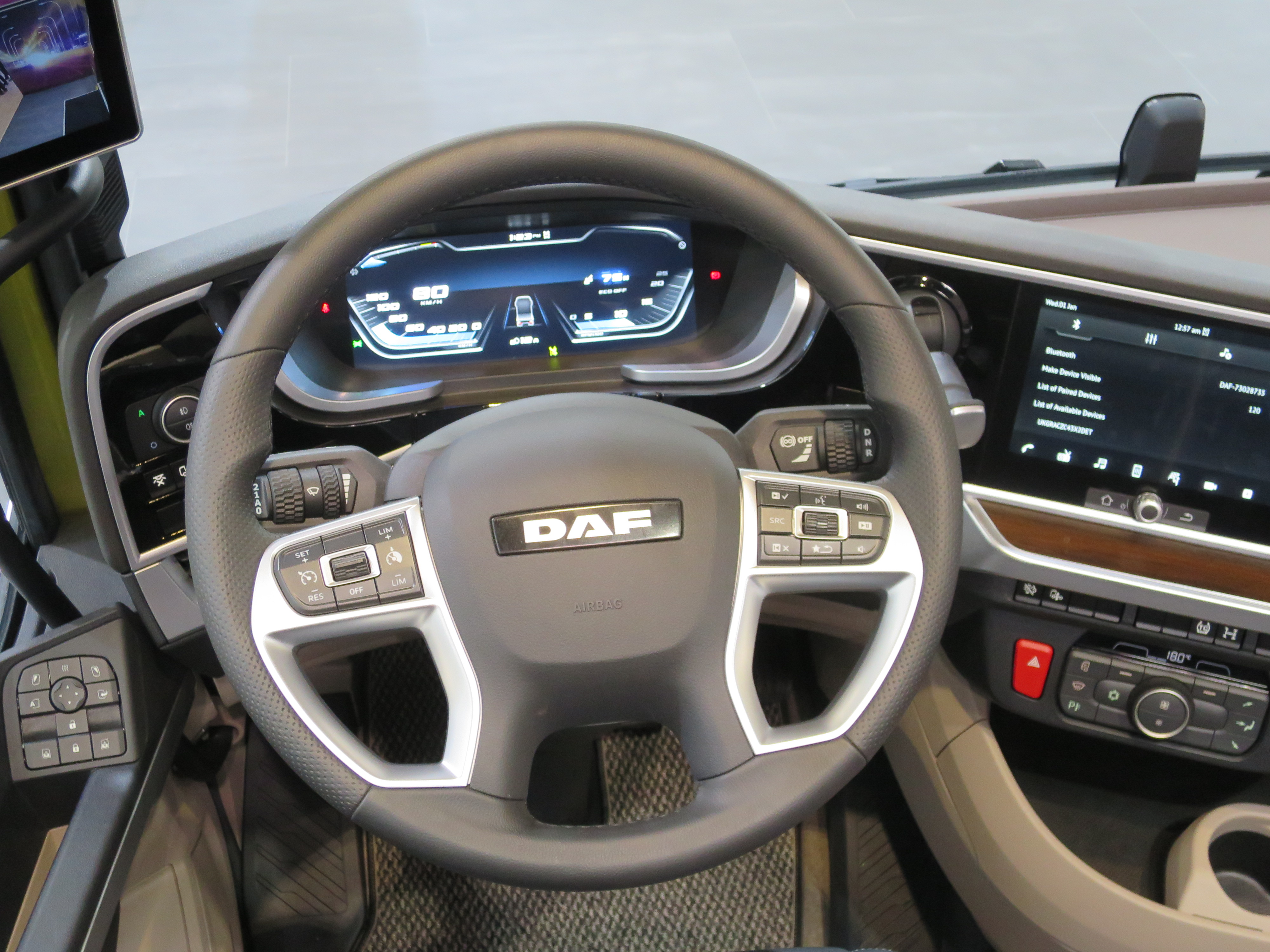

Восени 2021 року дебютує нове покоління моделі, яке дебютувало онлайн 9 серпня 2021 року.. У гамі флагманів відтепер три моделі: звичайна XF (висота стелі близько 2 м), XG (подовжена на 33 сантиметри) і XG+ з максимально просторою кабіною (подовжена, стеля 2 м 20 см). Автомобілі комплектуються двигунами PACCAR MX-11 і MX-13 та роботизованими КПП ZF TraXon.

### DAF XFC

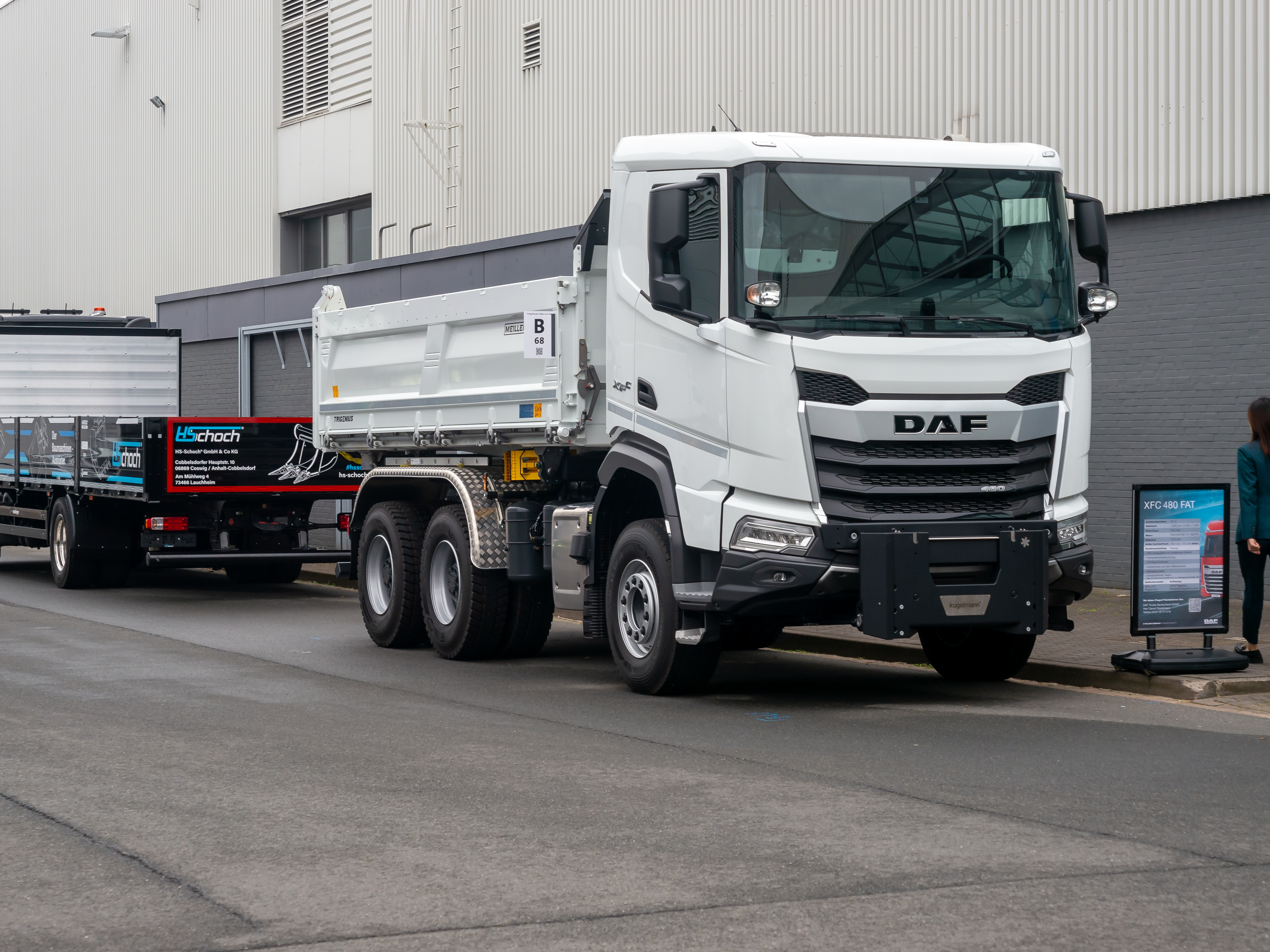
DAF XFC 480 FAT

Yа виставці IAA Transportation 2022 в Ганновері компанія DAF Trucks презентувала нове покоління машин для будівництва XFC, а також повністю електричні моделі важкого класу XF Electric. DAF XFC пропонуються в двох, трьох або чотирівісному варіантах. Машини отримали міцніші решітку радіатора і передній бампер, а також сталевий захист радіатора знизу. На моделі доступний турбодизель MX-11 (10,8 л) та MX-13 (12,9 л).

### DAF XF Electric
Машини XF Electric комплектуватимуть електромоторами потужністю від 170 до 350 кВт і батарейними блоками ємністю від 215 до 525 кВт. Запас ходу становить від 200 до 500 км.

### Двигуни
Дизельні двигуни PACCAR MX-11
- 367 к.с. при 1600 об/хв 1950 Нм при 900—1125 об/хв
- 408 к.с. при 1600 об/хв 2150 Нм при 900—1125 об/хв
- 449 к.с. при 1600 об/хв 2350 Нм при 900—1125 об/хв

Дизельні двигуни PACCAR MX-13
- 428 к.с. при 1600 об/хв 2300 Нм при 900—1125 об/хв
- 483 к.с. при 1600 об/хв 2500 Нм при 900—1125 об/хв
- 530 к.с. при 1600 об/хв 2700 Нм при 900—1460 об/хв